# شبدر برسیم
شبدر برسیم یا شبدر مصری، (نام علمی: Trifolium alexandrinum) از گیاهان علوفه‌ای می‌باشد. بلندی این گیاه بدون شاخه آن به ۳۰ تا ۶۰ سانتی‌متر می‌رسد.
برسیم در مصر باستان وجود داشته است و در اوایل قرن نوزدهم از به هندوستان برده می‌شود. امروزه این گیاه در اروپا و امریکا کشت می‌شود.